# Oecetis notata
Oecetis notata – owad, chruścik z rodziny Leptoceridae. Larwy prowadzą wodny tryb życia, są drapieżne, budują przenośne domki.
Oecetis notata  (synonimy: Mystacides notata Rambur, 1842, Oecetis notulata Navás, 1933), gatunek o szerokim rozmieszczeniu w Europie i europejskiej części Rosji. Larwy budują charakterystyczne, lekko spłaszczone domki z fragmentów detrytusu (podobnie jak Oecetis testacea).
Larwy spotykane wśród korzeni oraz w mchu wodnym, w wolno płynących, dużych rzekach nizinnych (hyporthitral, epipotamal, rzadziej metapotamal), sporadycznie w litoralu jezior (limnal). Larwy są drapieżne, odżywiają się skąposzczetami, larwami ochotek, potrafią pływać.  Imago spotykane od lipca do września w pobliżu zbiorników wodnych.
W Katalogu Fauny Polski (Tomaszewski, 1965) wyczytać możemy, że gatunek ten znany jest z Pojezierza Mazurskiego (Ulmer, 1913), „Śląska” (Rostock, 1888, Ulmer, 1909) i Beskidu Wschodniego (ex coll. Muz. Górnośl., Bytom). Są to wszystko dane bardzo stare z XIX lub początków XX wieku. Nic więc dziwnego, że na czerwonej liście zaliczone zostały przez Szczęsnego (Szczęsny 1992, 2002) do gatunków prawdopodobnie wymarłych (kategoria EX?).
Jednak z ostatnich lat odnajdujemy dwie wzmianki o tym gatunku. Pierwsza pochodzi z Brudzeńskiego Parku Krajobrazowego (Abraszaewska-Kowalczyk et al., 2002). Brak jednak informacji czy gatunek oznaczono na podstawie larwy czy imago, ponadto brak informacji o siedlisku. Na tej podstawie należy uznać tę informację za niepewną (konieczna weryfikacja lub potwierdzenie oznaczenia). Druga wzmianka dotyczy imagines złowionych przy rzece Biebrzy w drugiej dekadzie lat dziewięćdziesiątych XX w. (Czachorowski & Graf, 2006). Na tej podstawie można uznać, że nie jest to gatunek wymarły w Polsce (podobnie jak Leptocerus interruptus). Z całą pewnością jest to gatunek zagrożony wyginięciem, ale brak nam rozeznania, gdzie (poza rzeką Biebrzą) obecnie jeszcze występuje.
W zbiorach Czachorowskiego znajduje się kilka domków niepewnie oznaczonych (sam domek nie wystarczy, bo podobne buduje także Oecetis testacea) z Borów Tucholskich (jez. Zmarłe, jez. Ostrowite) oraz z rzeki Pasłęki. Nie są to jednak wystarczające dane do potwierdzenia występowania.
Piśmiennictwo:
- Abraszewska-Kowalczyk A., J. K. Kowalczyk, J. Hejduk, M. Przybylski, W. Tuszewski, 2002. Świat zwierząt Brudzeńskiego Parku Krajobrazowego. Mantis, Olsztyn, 101 str.
- Czachorowski S., W., Graf, 2006. Nowe dane o chruścikach Doliny Biebrzy (i Narwi). Trichopteron, 19: 10-11.
- Szczęsny B., 1992. Chruściki  Trichoptera. In: Z. Głowaciński (ed.)  Red List of threatened Animals in Poland. PAN ZOP  i  ZN,  Cracow,  59-63 pp.
- Szczęsny B. 2002. Trichoptera Chruściki. [w:] Głowaciński Z. (red.) 2002. Czerwona lista zwierząt ginących i zagrożonych w Polsce. Instytut Ochrony Przyrody PAN Kraków, ss. 76-79.
- Tomaszewski C., 1965. Chruściki – Trichoptera. Kat. Fauny Polskiej. cz.28, 104 str.